# Слобода-Бешкиль
Слобода-Бешкиль — село в Исетском районе Тюменской области России. Административный центр и единственный населенный пункт Слобода-Бешкильского сельского поселения.

## История
До 1917 года центр Слободо-Бешкильской волости Ялуторовского уезда Тобольской губернии. По данным на 1926 год состояло из 591 хозяйства. В административном отношении являлось центром Слободо-Бешкильского сельсовета Исетского района Тюменского округа Уральской области.

## Население
| 2010  | 2012  | 2013  | 2014  | 2015  | 2016  | 2017  |
| ----- | ----- | ----- | ----- | ----- | ----- | ----- |
| 1375  | ↗1382 | ↘1369 | ↘1350 | ↗1356 | ↘1324 | ↘1315 |
| 2018  | 2019  | 2020  | 2021  |       |       |       |
| ↘1295 | ↘1271 | ↘1233 | ↘1130 |       |       |       |

По данным переписи 1926 года в селе проживало 2503 человека (1192 мужчины и 1311 женщин), в том числе: русские составляли 99 % населения.
Согласно результатам переписи 2002 года, в национальной структуре населения русские составляли 85 % из 1382 чел.